# Hieracium cubillanum
Hieracium cubillanum es una especie de planta con flor del género Hieracium, de la familia Asteraceae, orden Asterales.

## Distribución
Hieracium cubillanum se distribuye por España.

## Taxonomía
Fue descrita científicamente por B. de Retz. Fue publicada en Bull. Soc. Bot. France, Lett. Bot.